# Santa Ignacia
Santa Ignacia (Bayan ng Santa Ignacia) är en kommun i Filippinerna. Kommunen ligger på ön Luzon, och tillhör provinsen Tarlac. Folkmängden uppgår till 38 301 invånare.

## Barangayer
Santa Ignacia är indelat i 24 barangayer.
| - Baldios - Botbotones - Caanamongan - Cabaruan - Cabugbugan - Caduldulaoan - Calipayan - Macaguing - Nambalan - Padapada - Pilpila - Pinpinas | - Poblacion East - Poblacion West - Pugo-Cecilio - San Francisco - San Sotero - San Vicente - Santa Ines Centro - Santa Ines East - Santa Ines West - Taguiporo - Timmaguab - Vargas |